# 글렌 모리스
글렌 에드거 모리스(Glenn Edgar Morris, 1912년 6월 18일 ~ 1974년 1월 31일)는 미국의 육상 선수이다. 1936년 베를린 올림픽 10종 경기에서 세계 신기록과 올림픽 기록을 세워 금메달을 획득하였다.
콜로라도주 심라 근처에 있는 가족의 말 대목장에서 태어났다. 고등학교에서 40년간 지속된 220m 허들 기록을 세운 모리스는 1930년 콜로라도 농업 대학교에 들어갔다. 몇몇의 스포츠에 탁월한 실력을 보이고 육상에서 올아메리카 팀에 선정되어 대학의 스타 선수가 되었다. 1934년 경제학과 사회학에서 학위를 취득하고 졸업한 후, 조감독 겸 자동차 세일즈맨으로 일하면서 10종 경기를 훈련하기 시작하였다.
1936년 미국 올림픽 선발 시합에서 7,880점의 세계 신기록을 득점하였다. 베를린 올림픽에서는 자신의 세계 기록과 올림픽 기록을 깨며 7,900점을 득점하여 우승하였다. 그 해에 제임스 E. 설리반 상을 수상하였다.
타잔 역을 맡는 데 올림픽 선수로서 4번째인 모리스는 단 하나의 타잔 영화 《타잔의 복수》(1938)에 출연하였다.
디트로이트 라이온스에서 4개의 미식축구 경기를 가지고나서, 보험 회사의 대리로서 일하였다. 제2차 세계 대전 중에는 해군에 복무하여 태평양 모함에서 근무하였다.
제대 후에 몇년 간 건설업과 미국 원자력 협회의 강철 의장자로 일하였다. 말년을 캘리포니아주 멘로에서 거의 살았으며, 퇴역군인 병원의 환자로 지내면서 1967년 자신이 헌액된 콜로라도 스포츠 명예의 전당에 참석하지 못 할 정도였다.
1974년 팰러앨토의 퇴역군인 병원에서 심근경색으로 사망하여 샌머테이어에 있는 스카리론 기념 공원에 안장되었다.